# Usvaella
Usvaella es un género de foraminífero bentónico de la subfamilia Fusulinellinae, de la familia Fusulinidae, de la superfamilia Fusulinoidea, del suborden Fusulinina y del orden Fusulinida. Su especie tipo es Fusulinella usvae. Su rango cronoestratigráfico abarca desde el Moscoviense hasta el Gzheliense (Carbonífero superior).

## Discusión
Clasificaciones más recientes incluirían Usvaella en la subclase Fusulinana de la clase Fusulinata. Algunas clasificaciones lo han considerado válido e incluido en la subfamilia Pulchrellinae.

## Clasificación
Usvaella incluye a las siguientes especies:
- Usvaella grandiosa †
- Usvaella horribila †
- Usvaella kozhymiensis †
- Usvaella plicata †
- Usvaella porifera †
- Usvaella salukaensis †
- Usvaella usvae †